# Uladsimir Soltan
Uladsimir Jauhenawitsch Soltan (* 9. Januar 1953 in Baranawitschy, Sowjetunion; † 1. Juni 1997 in Minsk, Belarus) war ein belarussischer Komponist.

## Leben
Soltan studierte Komposition bei Anatol Bahatyrou am Konservatorium in Minsk (heute Belarussische Staatliche Musikakademie). 1979 schloss er seine Studien ab und war danach bis 1983 als Assistent Bahatyrous tätig. Im Anschluss daran wurde er selbst Lehrer am Konservatorium. Im Jahre 1980 trat er in den sowjetischen Komponistenverband ein. In den folgenden Jahren machte er sich innerhalb von Belarus einen Ruf als begabter junger Komponist. Besonders seine 1989 uraufgeführte Oper König Stachs wilde Jagd nach einer Erzählung von Uladsimir Karatkewitsch fand großen Zuspruch – auch vor dem Hintergrund belarussischer Unabhängigkeitsbestrebungen. 1990 erhielt er den Staatspreis von Belarus. Anfang Juni 1997 kam Soltan in Minsk, Belarus im Alter von 44 Jahren bei einem Verkehrsunfall ums Leben.

## Stil
Soltan steht in der Tradition russischer bzw. belarussischer Kunstmusik. Seine Werke verwenden oft folkloristisches Material oder beziehen sich auf nationale Ereignisse. So ist etwa seine zweite Sinfonie der Minsker Untergrundbewegung zur Zeit der deutschen Besatzung im Zweiten Weltkrieg gewidmet. Soltans Musik basiert auf einer frei gehandhabten erweiterten Tonalität mit charakteristischen stark chromatischen oder modalen Einschlägen. Kennzeichen seiner Werke sind prägnante Rhythmik, melodiöse Linienführung, ein eher gemäßigter Dissonanzgehalt und der Verzicht auf Experimente in Metrum oder Besetzung. Insgesamt ist seine Musik zwar nicht als anachronistisch zu bezeichnen, im Vergleich zu anderen Komponisten seiner Generation ist Soltan indes sehr konservativ.

## Werke
- Orchesterwerke
  - Sinfonie Nr. 1 (1979–81)
  - Sinfonie Nr. 2 (1983–86)
  - Konzert für Kammerorchester (1983)
  - Konzert für Orchester (1984)
  - Konzertouvertüre (1974)
  - Sinfonische Dichtung (1974)
  - Sinfonische Variationen (1976)
  - Konzertwalzer (1995)
  - Violoncellokonzert Nr. 1 (1986/87)
  - Violoncellokonzert Nr. 2 (1993)
  - Gedanken und Stimmungen, Suite für Solobläser und Streicher (1977/78)
  - Filmmusik
- Vokalmusik
  - König Stachs wilde Jagd, Oper (1988/89)
  - Pani Jadwiha, Oper (1995)
  - Milawiza, Oper (1996)
  - Lyrische Kantate für Bariton, Kammerchor und Orchester (1981)
  - Mein Belarus, Kantate
- Kammermusik
  - 2 Streichquartette
  - Violoncellosonate (1981)
  - Melodie und Choral für Violoncello und Klavier (1974)
  - Elegie und Trauermarsch für Violoncello und Klavier (1975)
  - Klaviersonate (1984)